# Davide Sanguinetti
Davide Sanguinetti (Viareggio, 25 agosto 1972) è un allenatore di tennis ed ex tennista italiano.
Vanta due titoli ATP 250 in singolare e uno in doppio. Il suo best ranking è la posizione nº 42 raggiunta il 31 ottobre 2005. È stato nº 1 d'Italia per 92 settimane complessive. Nelle prove del Grande Slam, è uno dei sei giocatori italiani ad aver raggiunto almeno i quarti di finale al torneo di Wimbledon.

## Carriera
A 18 anni, finiti gli studi liceali, si trasferisce negli Stati Uniti per laurearsi in economia. Negli States frequenta la Harry Hopman Academy in Florida e in seguito la UCLA: durante questo periodo capisce che preferisce vivere di tennis piuttosto che intraprendere una carriera nel mondo dell'economia. Debutta nel 1993, a 21 anni, nell'ATP come professionista.
Nel 1997 vinse i tornei challenger di Fürth e Oberstaufen. Nello stesso anno vince anche il suo primo titolo ATP in doppio, a Umago.
Il 10 maggio 1998, sulla terra rossa del torneo di Coral Springs, raggiunse la sua prima finale ATP in carriera, dove fu sconfitto dal qualificato australiano Andrew Ilie con il punteggio di 7-5, 6-4. Due settimane dopo giunse in finale nel challenger di Budapest. Nello stesso anno raggiunse i quarti di finale al torneo di Wimbledon, dove si arrese a Richard Krajicek per 2-6 3-6 4-6, diventando uno dei sei tennisti italiani ad aver superato almeno quattro turni ai Championships, insieme a Uberto de Morpurgo (1928), Nicola Pietrangeli (1955 e 1960), Adriano Panatta (1979), Matteo Berrettini (2021) e Jannik Sinner (2022, 2023 e 2025).
Sempre nel 1998 debuttò in Coppa Davis perdendo dall'indiano Mahesh Bhupathi con un triplo 6-4, in un'edizione che vide la nazionale azzurra arrivare fino alla finale contro la Svezia, a Milano, dove fu sconfitta per 4-1. In semifinale, l'Italia sconfisse gli Stati Uniti a Milwaukee, anche grazie al successo di Sanguinetti su Todd Martin in tre set.
Nel 1999 Sanguinetti conquistò il Prague Challenger. In febbraio, durante l'incontro di Davis con la Svizzera a Neuchâtel, perse contro Roger Federer per 6-4, 6-7, 6-3, 6-4, all'esordio assoluto del fuoriclasse svizzero nella manifestazione.
Nel 2000 si arrese in semifinale a Pete Sampras sull'erba del Queen's e collezionò altre due vittorie nei tornei Challenger di Salinas e Bratislava.
Il 17 settembre 2000 raggiunse la sua seconda finale ATP in carriera, sul cemento del torneo di Tashkent, dove si arrese a Marat Safin, nº 2 del mondo, dopo aver eliminato, al secondo, l'ottavo giocatore del ranking e testa di serie nº 1 del torneo, Yevgeny Kafelnikov in due set.
Il 25 febbraio 2001 giunse in finale sul cemento indoor di Memphis, dove fu sconfitto da Mark Philippoussis in tre set. Fu la sua terza finale in carriera.
Il 3 febbraio 2002 conquistò il suo primo titolo in carriera, aggiudicandosi il torneo di Milano, disputato su superficie sintetica indoor. In finale, superò in tre set il campione in carica Roger Federer col punteggio di 7-6, 4-6, 6-1, dopo aver estromesso negli ottavi il nº 3 del mondo e testa di serie nº 1 del torneo, Juan Carlos Ferrero, col punteggio di 3-6, 7-6, 6-4. Diventò così, insieme a Omar Camporese, l'unico tennista italiano ad aver vinto un torneo del circuito maggiore sul sintetico indoor.
La settimana successiva si aggiudicò il Challenger di Breslavia. La sua serie di 13 successi consecutivi tra incontri ATP e Challenger si interruppe nelle semifinali del torneo ATP di Copenaghen, dove fu sconfitto da Olivier Rochus.
Il 18 febbraio 2002, grazie alla posizione numero 51 del ranking ATP, diventò il nuovo numero uno italiano.
Il 10 marzo 2002 si aggiudicò il suo secondo e ultimo torneo ATP, sul cemento di Delray Beach, battendo in finale Andy Roddick, testa di serie nº 1 del torneo, per 6-4, 4-6, 6-4,  grazie anche alle precarie condizioni fisiche dell'avversario febbricitante.
Il 16 febbraio 2003 raggiunse la sua sesta e ultima finale ATP in carriera, sul cemento indoor di San Jose, dove fu sconfitto da Andre Agassi per 6-3, 6-1.
Al 2003 risale inoltre la sua ultima apparizione in Coppa Davis dove chiuse con un bilancio di 11 vittorie e 11 sconfitte (di cui una in doppio); Sanguinetti disputò i suoi ultimi incontri di singolare in Davis contro lo Zimbabwe, ottenendo una vittoria (su Nigel Badza) e una sconfitta (per mano di Wayne Black).
Nel 2004 raggiunse soltanto un paio di finali in tornei challenger, mentre nei tornei ATP arrivò ai quarti di finale a Shanghai e in semifinale a Vienna. Dopo quattro anni uscì dalla top 100 alla conclusione dell'anno.
Nel 2005, con gli ottavi di finale, raggiunse il suo miglior risultato di sempre agli US Open, battendo tra gli altri Carlos Moyá e Paradorn Srichaphan. La sua corsa fu arrestata da David Nalbandian. Nel 2005 arrivò in semifinale a Stoccolma e nei quarti in altri quattro tornei.
Il 31 ottobre 2005 raggiunse il suo miglior piazzamento di sempre nel ranking ATP, con il 42º posto.
Nel 2006 si aggiudicò il Guzzini Challenger di Recanati bissando il successo dell'anno precedente.
Nel 2007 arrivò fino ai quarti di finale a Chennai (battuto 2-6, 3-6 da Rafael Nadal) e a Delray Beach (6-7, 3-6 da Benjamin Becker). Negli altri due tornei a cui prese parte fu eliminato al primo turno.
Il 13 marzo 2008, dopo una sconfitta al secondo turno nel torneo Futures di Caltanissetta per opera di Gianluca Naso, decise di abbandonare l'attività agonistica.

## Caratteristiche tecniche
Piuttosto esile di corporatura, aveva uno stile di gioco molto particolare: colpiva in anticipo le palle in arrivo (nella fase ascendente), appoggiandosi ai colpi dell'avversario e sfruttandone così la potenza. I tiri erano solitamente piatti e privi di rotazione in topspin. Usava la racchetta Prince O3 Tour, con tensioni molto basse, attorno ai 18 kg.
Il suo miglior colpo era il rovescio a due mani incrociato. Ottimo il servizio (ma con una seconda molto debole), piuttosto timidi il dritto e il gioco di volo.

## Allenatore
È stato l'allenatore del tennista Vince Spadea. Dal febbraio 2011 al 2012 ha allenato la tennista russa Dinara Safina. Nel 2010 è stato Consulente Tecnico Sportivo del Challenger ATP di Caltanissetta. Nel 2012 è diventato allenatore del tennista giapponese Gō Soeda.
Nel 2017 è stato allenatore dello statunitense Ryan Harrison e del cinese Di Wu. In seguito è stato coach dei doppisti campioni di Slam Michael Venus e John Peers. Da gennaio 2024 allena lo statunitense vincitore delle Next Gen ATP Finals 2022, Brandon Nakashima.
Dal 2025, Sanguinetti è il coach di Elena Rybakina.

## Titoli (13)

### Singolare (2)
| Legenda (Singolare) |
| ATP Tour 250 (2)    |

| N. | Data            | Torneo                                           | Superficie    | Avversario in finale | Punteggio     |
| 1. | 28 gennaio 2002 | Milano Indoor, Milano                            | Sintetico (i) | Roger Federer        | 7-6, 4-6, 6-1 |
| 2. | 4 marzo 2002    | International Tennis Championships, Delray Beach | Cemento       | Andy Roddick         | 6-4, 4-6, 6-4 |

### Sconfitte (4)
| ATP Tour 500 (1) |
| ATP Tour 250 (3) |

| N. | Data              | Torneo                                            | Superficie     | Avversario in finale | Punteggio     |
| 1. | 10 maggio 1998    | International Tennis Championships, Coral Springs | Terra rossa    | Andrew Ilie          | 5-7, 4-6      |
| 2. | 17 settembre 2000 | Tashkent Open, Tashkent                           | Cemento        | Marat Safin          | 3-6, 4-6      |
| 3. | 25 febbraio 2001  | Memphis Open, Memphis                             | Cemento indoor | Mark Philippoussis   | 3-6, 7-6, 3-6 |
| 4. | 16 febbraio 2003  | Pacific Coast Championships, San Jose             | Cemento indoor | Andre Agassi         | 3-6, 1-6      |

### Tornei minori (10)
| N.  | Data              | Torneo                           | Superficie  | Avversario in finale | Punteggio    |
| 1.  | 3 giugno, 1997    | Franken Challenge, Fürth         | Terra rossa | Tomas Nydahl         | 6–4 6–2      |
| 2.  | 7 luglio, 1997    | Oberstaufen Cup, Oberstaufen     | Terra rossa | Andrea Gaudenzi      | 4–6 7–6 6–3  |
| 3.  | 6 aprile, 1998    | Tennis Napoli Cup, Napoli        | Terra rossa | Marat Safin          | 6–4 6–4      |
| 4.  | 16 agosto, 1999   | Prague Challenger, Praga         | Terra rossa | Petr Kralert         | 7–5 2–6 6–3  |
| 5.  | 13 marzo, 2000    | Challenger Salinas, Salinas      | Cemento     | Luis Horna           | 6–2 6–2      |
| 6.  | 2 ottobre, 2000   | Slovak Open, Bratislava          | Cemento     | Rainer Schüttler     | 7–5 6–1      |
| 7.  | 4 febbraio, 2002  | Wrocław Open, Breslavia          | Cemento (i) | Antony Dupuis        | 6–3 6–2      |
| 8.  | 10 novembre, 2003 | Tali Open, Helsinki              | Cemento (i) | Robin Söderling      | 6–4 7–6      |
| 9.  | 25 luglio, 2005   | Guzzini Challenger, Recanati (1) | Cemento     | Daniele Bracciali    | 6–4 4–6 6–3  |
| 10. | 24 luglio, 2006   | Guzzini Challenger, Recanati (2) | Cemento     | Simone Bolelli       | 6–4 3–0 ret. |

### Doppio (1)
| N. | Data            | Torneo                   | Superficie  | Compagno      | Avversari in finale         | Punteggio |
| 1. | 21 luglio, 1997 | Croatia Open Umag, Umago | Terra rossa | Dinu Pescariu | Dominik Hrbatý Karol Kučera | 7-6 6-4   |